# Elizabeth Lack
Elizabeth Lack (lipanj 1916. – 31. srpnja 2015.) bila je britanska ornitologinja i istraživačica, najpoznatija po doprinosu velikom priručniku Rječnik ptica (A Dictionary of Birds).

## Biografija
Rođena je kao Elizabeth Silva u lipnju 1916. u Hertfordshireu u Engleskoj. Njezin otac je bio proizvođač škroba, Jack Silva iz Kenta. Zaljubila se u ptice i prirodu dok je još bila djevojčica. Također se zanimala za violinu i klavir te je studirala na Kraljevskoj glazbenoj akademiji u Londonu, ali je morala prekinuti školovanje zbog početka Drugog svjetskog rata. Kao mlada žena u ratu, služila je s brojnim drugim savezničkim ženskim regrutima u Pomoćnoj teritorijalnoj službi u Engleskoj i Francuskoj, održavajući i vozeći kola hitne pomoći u Europi.

### Poratni život
Nakon rata, prijavila se za posao na Institutu za poljsku ornitologiju Edward Grey na Sveučilištu u Oxfordu. Kad je njezin životopis stigao do Richarda Fittera, proslijedio ga je novom direktoru instituta, istaknutom ornitologu Davidu Lacku, koji je tražio tajnicu. Kad je Lack dobio Elizabethin životopis, Fitter je priložio napomenu: "Evo još jedne za vaš dosje odbijanja", ali Lack je intervjuirao i angažirao Elizabeth Silvu za to mjesto, počevši od 1. siječnja 1946, a zatim je, napominjući njezinu strast prema pticama, pozvao da postati honorarni pomoćnik na terenu, pomažući mu u obavljanju promatranja u Wytham Woodsu, smještenom sjeverozapadno od Oxforda.
Elizabeth je započela s praćenjem gnijezda europskih crvendaća u Wytham Woodu, kao i europskih lastavica koje žive u tornju sveučilišnog muzeja Oxford. Prema muzeju, kolonija lastavica na kuli dio je istraživačkih studija od svibnja 1948. godine i "jedno je od najdužih kontinuiranih proučavanja jedne vrste ptica na svijetu i mnogo je doprinijela našem znanju o lastavicama."
Godine 1948. godine Elizabeth i David najavili su zaruke i vjenčali se 9. srpnja 1949. godine, putujući na medeni mjesec na obalu Norfolka. Imali su četvero djece: Peter Lack (rođen 1952., biolog), Andrew Lack (rođen 1953., također biolog i akademik), Paul Lack (rođen 1957., slobodni učitelj) i Catherine Lack (rođena 1959., sveučilišni kapelan).

### Istraživanje
Nakon vjenčanja i promjene imena u Elizabeth Lack, nastavila je istraživanje, putujući francuskim Pirinejima sa suprugom najmanje dva puta kako bi proučavala ptice i kukce koji su migrirali prema jugu prema Španjolskoj, kroz visoke planinske prijevoje. Elizabeth je objavila nekoliko radova o njihovim zapažanjima, koja su nazvana "pionirskim otkrićima".
David Lack umro je od raka u 62. godini u ožujku 1973. sa svojom nedovršenom posljednjom knjigom. Elizabeth i sin Peter Lack (uz pomoć Jamesa Monka) dovršili su knjigu i nadzirali njezino tiskanje, Island Biology, Ilustrirali kopneni ptici s Jamajke (University of California Press, 1976.).
Elizabeth Lack zaslužna je za svoj "nevjerojatan rad" u stvaranju "masivnog i autoritativnog" Rječnika ptica sastavljenog za Britanski savez ornitologa s kourednikom Bruceom Campbellom, za koji je nagrađena počasnim životom članstvo u toj organizaciji. U predgovoru tomu s više od 800.000 riječi, Frances James, tada predsjednica Saveza američkih ornitologa, tvrdi da je to važno za sve ljubitelje ptica. "Studentima će služiti kao ulaz u trenutni status polja. Za znanstvenike će služiti kao istraživački alat i most između disciplina. "

### Kasnije godine
U Oxfordu, Lacks su živjeli u stanu u Park Townu, a kasnije na Boars Hillu, južno od grada. Elizabeth Lack tamo je umrla 31. srpnja 2015. u dobi od 99 godina.

## Odabrane publikacije
- Lack, Elizabeth (1950). "Breeding season and clutch‐size of the Wood Warbler". Ibis. 92.1: 95-98.
- Lack, Elizabeth (1951). "The breeding biology of the swift Apus apus". Ibis. 93.4: 501-546.
- Lack, Elizabeth (1951). "Migration of insects and birds through a Pyrenean pass". The Journal of Animal Ecology.: 63-67.
- Lack, Elizabeth (1951). "Further changes in bird-life caused by afforestation". The Journal of Animal Ecology.: 173-179.
- Lack, David & Lack, Elizabeth (1952). "The breeding behaviour of the swift". British Birds. 45: 186-215.
- Lack, David & Lack, Elizabeth (1954). "The home life of the Swift". Scientific American. 191.1: 60-65.
- Lack, David & Lack, Elizabeth (1958). "The nesting of the Long-tailed Tit". Bird Study. 5.1: 1-19.
- Campbell, Bruce & Lack, Elizabeth eds. (2011). A Dictionary of Birds. Vol. 108. A&C Black.

## Vanjske poveznice
- Anderson, Ted R. (2013). The Life of David Lack: Father of Evolutionary Ecology. Oxford University Press. ISBN 978-0-19-992264-2.